# Vũ Miên
Vũ Miên (武檰, 1718 - 1782), hiệu Hy Nghi tiên sinh, là một danh sĩ, sử gia thời Lê-Trịnh; và là danh nhân rất ít có trong lịch sử Việt Nam khi kiêm chức Tể tướng-Quốc tử giám Tế tửu-Quốc sử Tổng tài, ông cũng là thi nhân nổi tiếng về chữ Hán và chữ Nôm.

## Tiểu sử
Vũ Miên là người xã Xuân Lan, tổng Lâm Thao, huyện Lương Tài, phủ Thuận An, trấn Kinh Bắc xưa, nay là thôn Ngọc Quan, xã Lâm Thao, tỉnh Bắc Ninh.
Dòng họ Vũ của Vũ Miên có gốc từ làng Mộ Trạch, Hải Dương - một dòng họ có nguồn gốc từ thủy tổ là ông danh nhân Vũ Hồn (武浑) đỗ Tiến sĩ Nho học của Trung Quốc thời Đường làm quan An Nam Kinh lược sứ (安南经略使 người đứng đầu An Nam đô hộ phủ). Bởi vậy, ngày nay, trong nhà thờ ông tại quê nhà thôn Ngọc Quan có câu đối:
| “ | Triệu thủy tích tòng Đông Mộ Trạch Thanh danh kim thị Bắc Lương Tài. | ” |

Các thế hệ từ Vũ Hồn đến Vũ Miên có nhiều người có công lao được biên chép trong lịch sử đất nước như Vũ Nạp, Vũ Nghiêu Tá.
Vũ Miên xuất thân dòng dõi khoa bảng: cha của Vũ Miên tên Vũ Khuê là Cống sĩ thi đậu Tam trường khoa thi Hội, làm quan Huấn đạo phủ Lâm Thao (thuộc Phú Thọ ngày nay), được phong đến chức Đặc tiến Kim tử Vinh lộc Đại phu, Công bộ tả Thị lang, Đông các điện Đại học sĩ, tước Lan Khê hầu.
Vũ Miên từ nhỏ là một thần đồng trong vùng, nổi tiếng thông minh, và sớm có thành tựu khoa cử: mới 15 tuổi Vũ Miên đã đỗ Đầu Xứ, 18 tuổi thi đỗ Hương giải, được ra kinh đô học tại Quốc tử giám. Năm 31 tuổi, Vũ Miên dự thi Hội đỗ Hội nguyên, văn, phú, sách đều giỏi loại nhất. Đình thí xếp sau 2 người, sách Đăng khoa lục sưu giảng cho biết tư cách ông thực sự là Trạng nguyên, nhưng vì thiếu may mắn nên kết quả lại xếp sau 2 vị khác trong thi Đình:
"Vũ Miên: Người làng Xuân Lan, huyện Lương Tài, học rộng tài cao. Năm 31 tuổi, đỗ Tiến sĩ (Hội nguyên khoa Mậu Thìn, niên hiệu Cảnh Hưng). Ngày hôm Đình thí, đầu bài nghĩa sách nhớ thuộc vanh vách, hỏi đâu biết đấy, thả sức làm văn; nghĩ rằng đoạt khôi nguyên, như thò tay vào túi lấy đồ vật gì vậy; không ngờ khi đi thi, đương viết văn mới viết được một lúc, ngòi bút đã cùn sạch, chỉ còn trơ lại quản bút, không thể nào viết được, nên phải viết trả lời mấy câu hỏi qua loa.
Vậy thì, khoa bảng tự trời cho, cân nhắc phúc đức mà định số phận."
Giai thoại:
Là Nho sĩ có danh tiếng nên xung quanh cuộc đời, sự nghiệp của Vũ Miên có những giai thoại trong dân gian, trong đó có câu chuyện hư cấu về chuột báo ơn ông thi đỗ Hội nguyên, Vũ trung tùy bút của Sinh đồ Phạm Đình Hổ có chép lại câu chuyện kỳ lạ này như sau:
"Vũ Miên người Liên Trì khi nhỏ học rất tối tăm, suốt ngày đọc đi đọc lại chỉ được một trang sách mà vẫn cố sức học mãi không thôi, về sau cũng nổi tiếng văn học trong thời ấy; nhưng văn chương ông nghèo nàn, viết suốt ngày vẫn thường không đủ. Khoa thi năm Mậu Thìn (1748), vào đến trường đệ tứ, ông gặp đề bài đều nhớ cả nhưng viết không kịp, đến xẩm tối mới nộp xong quyển thi mà đi ra. Về đến nhà trọ, cởi áo ra nghỉ ngơi, xem lại thì thấy nộp nhầm quyển nháp, còn quyển chính có đóng dấu vẫn còn ở trong ống. Bấy giờ ngồi than thở ân hận mãi, sau đem những đoạn văn làm ban ngày ra nhuận sắc, viết lại tinh tươm vào quyển có đóng dấu. Trời gần sáng thì viết xong rồi chợp mắt, ngủ mãi đến trưa mới tỉnh dậy. Xem trong ống quyển thì quyển văn có đóng dấu ấy không thấy đâu nữa, trong bụng hoang mang, chỉ sợ bộ Lễ đòi quyển có dấu thì không biết lấy đâu ra mà trả lại được. Bàng hoàng lo sợ tới năm bảy ngày. Đến khi yết bảng thì thấy tin đồn rằng ở Liên Trì có Vũ Miên đỗ Hội nguyên, ông vẫn không tin bèn đến đình Quảng Văn xem yết bảng, quả nhiên có tên mình thật.
Ông vừa vui mừng vừa kinh ngạc, không biết duyên cớ làm sao. Có người bảo rằng: Nhà ông ba đời không nuôi mèo cho nên được báo cái ơn ấy, chẳng biết có phải không?".
Việc chuột báo ơn, mang quyển thi của Vũ Miên đến để vào nơi chấm thi đem lại vận may đỗ đạt chỉ là câu chuyện hoang đường, ông là danh nho Phú thi đứng đầu cả nước được Nho sĩ đương thời trọng vọng; bởi vậy đó chỉ là một giai thoại vui về Vũ Miên được dân gian xây dựng, nó cũng như bao giai thoại nhuốm màu sắc lạ kỳ về các danh nhân trong lịch sử Việt Nam mà chúng ta đã biết.

## Sự nghiệp
Sau khi Vũ Miên đỗ đạt, ông liên tục làm quan dưới triều Lê - Trịnh, là vị quan có cương vị cao, cùng lúc giữ nhiều trọng trách. 
Khi đỉnh cao hoạn lộ ông được giữ đồng thời nhiều chức quan hàng đầu triều đình Lê-Trịnh: Đặc tiến Kim tử Vinh lộc Đại phu, Nhập thị hành Tham tụng (入侍行 参從 - quyền Tể tướng), Quốc sử quán Tổng tài, Quốc tử giám Tế tửu.
Trong khi thi khảo xét tất cả các quan lại về Phép Thư giản, ông đỗ đầu và được giữ chức Giản quan.

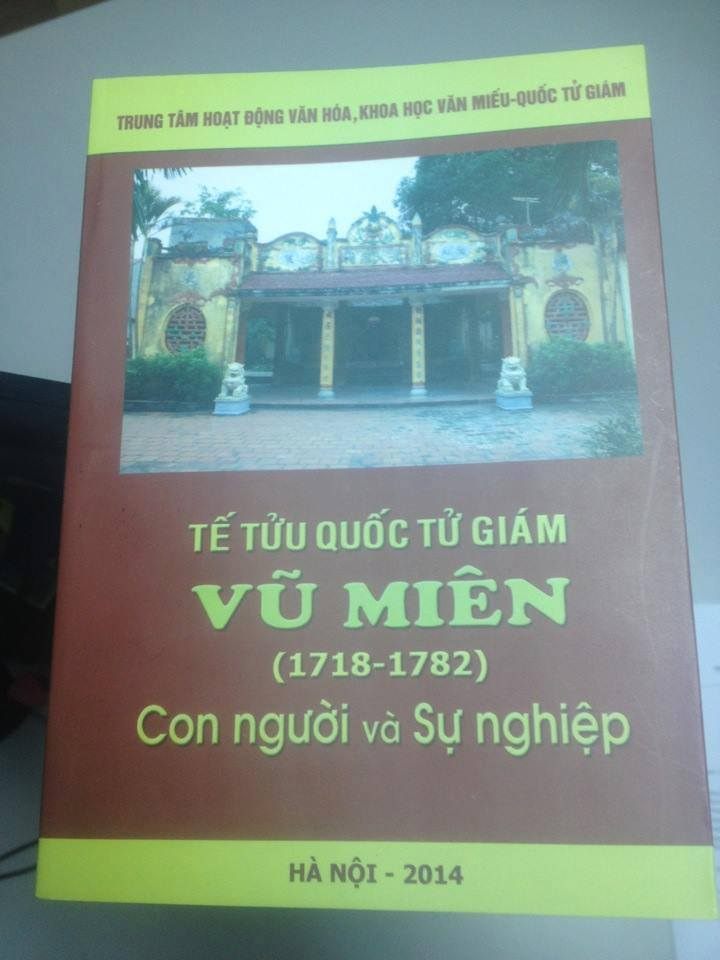
Bìa tư liệu Tế tửu Quốc tử giám Vũ Miên (1718-1782) Con người và Sự nghiệp - Trung tâm Hoạt động văn hóa khoa học Văn Miếu – Quốc Tử Giám, Hà Nội 2014

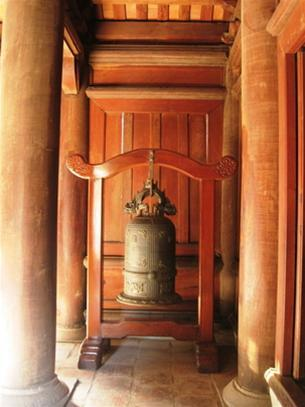
Bích Ung đại chuông

Vũ Miên có đóng góp quan trọng ở lĩnh vực sử học. Khi làm Tổng tài Quốc sử quán, ông được giao chủ trì biên soạn Đại Việt sử ký tục biên (1775). Nhóm biên soạn gồm Ngô Thì Sĩ, Phạm Nguyễn Du, Ninh Tốn và Nguyễn Sá; việc trông coi biên soạn do Vũ Miên, Lê Quý Đôn, Nguyễn Hoàn phụ trách. Bộ sách này chép sự việc từ niên hiệu Vĩnh Trị đời Lê Hy Tông đến niên hiệu Vĩnh Hựu đời Lê Ý Tông, gồm 6 quyển.

Hoàn thành bộ quốc sử, Vũ Miên lại cùng Nguyễn Hoàn, Uông Sĩ Lãng Lưu trữ ngày 8 tháng 5 năm 2023 tại Wayback Machine, Phan Trọng Phiên biên soạn sách Đại Việt lịch triều đăng khoa lục (1779) chép danh sách đỗ đạt Trạng nguyên, Tiến sĩ từ 1075 đến 1787.

Chúa Trịnh muốn làm cuộc cải cách lớn về văn trị, bổ nhiệm Nguyễn Nghiễm làm Trung thư giám trông coi công việc chung, Vũ Miên kiêm giữ chức Tế tửu, Phan Trọng Phiên và Lê Quý Đôn cùng giữ chức Tư nghiệp. Tế tửu và Tư nghiệp hàng ngày đến nhà Thái học, hội họp học trò để giảng bàn sách kinh sử; mỗi tháng cứ ngày mồng một và ngày rằm tập văn; mỗi năm cứ 4 tháng 1 lần thi xét duyệt. Kể từ đó chấn chỉnh được văn học.
Trong thời gian kiêm chức Tế tửu Quốc tử giám, ông đã có nhiều đóng góp vào việc chấn hưng giáo dục, đào tạo nhân tài cho đất nước. Cùng với Nguyễn Nghiễm, ông cho tu sửa lại nhà Thái học, đúc Bích Ung đại chuông, tham gia tổ chức các khoa thi Tiến sĩ Nho học để lựa chọn nhân tài.
 Có khoa thi Hương, ông cho rằng các nơi khảo hạch chưa tinh, các sĩ tử chỉ đáng xem là hạng Khá, và cho phép họ công khai chỉ trích nhau cho thỏa đáng, để chọn được người thực tài.
Vũ Miên nổi tiếng về thơ, phú. Nhiều tài liệu cho biết ông giỏi thơ phú nhất thời ấy. Tác phẩm của ông có thơ, văn được chép trong các tư liệu: Quốc âm thi, Lịch đại quần anh thi văn tập, Việt thi tục biên, Hồng ngư trú tú lục, Cẩm tuyền vinh lục, Đạo giáo nguyên lưu...Ông có tập Bắc sứ tự thuật ký kể về chuyến đi sứ từ Thăng Long đến Yên Kinh (Kinh đô nước Yên, tên khác của Bắc Kinh) và các nơi danh thắng trên đường đi.
Cùng với Nguyễn Lệ (tức Nguyễn Khản), Ninh Tốn, Phạm Khiêm trong nhóm Cúc Lâm cư sĩ, Vũ Miên tham gia dịch tác phẩm Tam thiên tự lịch đại văn, lấy tên là Tam thiên tự lịch đại văn Quốc âm để giảng dạy.

Ông có công bắt được giặc Thành cùng đồ đảng gây nhiễu vùng Hưng Hóa và biên giới Việt-Trung (ông từng giữ chức Tán lý quân vụ đạo Hưng Hóa, lúc ấy quân đạo Hưng Hóa của Vũ Miên vây giặc Thành đã lâu, quân sĩ nhiều người bị nhiễm chướng dịch. Sau đó, giặc Thành nhân cơ hội nước lên to, phá vây chạy, quan quân đuổi theo bắt được, giải về kinh sư). Ông cũng tham gia bàn định kế sách dẹp giặc Lê Duy Mật (Khởi nghĩa Lê Duy Mật diễn ra suốt 30 năm với quy mô rất rộng lớn. Vũ Miên tham gia vào việc bàn công việc tiến đánh đưa ra được sách lược, nhờ vậy dẹp tan được giặc).
Vũ Miên coi trọng âm nhạc, dùng điển tích văn hoá Trung Hoa để soạn lời hát phổ nhạc; mở ca viện, nuôi nghệ nhân ca trù ở Thăng Long. 
Ở trên cương vị nào, Vũ Miên cũng dốc lòng, hết sức vì công việc, sống nhân ái, gần gũi với nhân dân; có lần về quê ông đã mời tất cả những người có nợ trong tổng Lâm Thao đến ăn cơm và lấy gia sản để xóa hết nợ cho mọi người. Với quê hương, ông là tấm gương về tinh thần hiếu học, nhân nghĩa, tình yêu thương và trách nhiệm. Đình Ngọc Quan, chùa Sen, đường làng, cổng làng...nơi đâu cũng ghi dấu công lao của ông. Bởi vậy, dân làng đã tôn ông làm hậu thần từ khi ông còn sống để tỏ lòng ngưỡng vọng, biết ơn.
Năm 1782 ông bị ốm nặng, mặc dù được các ngự y cùng chữa trị nhưng không qua khỏi; chúa Trịnh Sâm sai quan trung sứ đến thăm hỏi. Ông bảo người nhà đỡ dậy, tự tay viết tờ khải, khuyên Trịnh Sâm định thứ tự trưởng - ấu cho đúng với đạo đời và lòng dân.
Khi mất Vũ Miên được truy tặng chức Binh bộ Thượng thư và được ban tên thụy là Ôn Cẩn; con của ông là Vũ Chiêu giữ chức Tham nghị xứ Hải Dương được tiến triều.

## Tác phẩm
Tác phẩm của Vũ Miên có nhiều, song đến nay được biết có:
- Đại Việt sử ký tục biên (1775) Tổng tài: Nguyễn Hoàn, Vũ Miên, Lê Quý Đôn; Toản tu: Ngô Sĩ, Phạm Khiêm, Ninh Tốn, Nguyễn Sá hợp soạn. Gồm 6 quyển, nối tiếp bộ Đại Việt sử ký toàn thư.
- Đại Việt lịch triều đăng khoa lục (1779) Nguyễn Hoàn, Vũ Miên, Uông Sĩ Lãng, Phan Trọng Phiên hợp soạn.
- Có nhiều bài thơ chữ Hán được chép trong Việt thi tục biên, do Nguyễn Thu biên soạn: Hỗ giá tỉnh phương cung ký thứ tùng thần vận, Trú Châu Giang kiều thứ tụng thần vận, Thần Phù hải khẩu, Tiễn Diên Hà Quế Đường Lê Quý Đôn Bắc sứ, Hòa tiễn Lan Khê Tham tụng Nguyễn Hoàn trí sỹ, Tùng giá du Diên Dực sơn, Du Dục Thúy sơn thứ sứ thạch Phạm Công Khắc Thạch thi vận|Cận thể
- Bắc sứ tự thuật ký viết bằng chữ Nôm theo thể thơ lục bát, kể về chuyến đi sứ từ Thăng Long đến Yên Kinh (Yenching, tức Bắc Kinh).
- Tam thiên tự lịch đại văn Quốc âm. Nhóm Cúc Lâm cư sĩ gồm: Vũ Miên, Nguyễn Lệ, Ninh Tốn, Phạm Vĩ Khiêm dịch tác phẩm Tam thiên tự lịch đại văn của Từ Côn Ngọc[15], nhà Thanh.

và hai bài bi ký do danh nhân Vũ Miên soạn còn tìm thấy.

## Dòng họ và Quê hương
Dòng họ Vũ từ đời ông Triệu Phái bá Vũ Xuân là dòng họ khoa bảng lớn (trong 202 năm, từ 1717 đến 1919), nhiều người có công lao với đất nước được các tư liệu lịch sử ghi lại. Làng Xuân Lan được mệnh danh là Thuận An thắng địa - Kinh Bắc danh hương; sự đậu đạt vẻ vang của làng có nét đặc sắc xứng đáng với danh hiệu Làng Khôi nguyên xứ Bắc. Danh hiệu này đã được đưa vào các tác phẩm văn chương.
- Con trai: Vũ Chiêu, đỗ Hương giải, làm quan đến chức Đặc tiến Kim tử Vinh lộc Đại phu, Tham đồng, Đề lĩnh Tứ thành quân vụ.
- Cháu nội: Vũ Trinh, đỗ Giải nguyên, làm quan đến chức Tham tri Chính sự (Phó Tể tướng), Lại bộ hữu Thị lang, kiêm Hình bộ hữu Thị lang thời Chiêu Thống Đế; được Ngô Thì Nhậm nhiều lần tiến cử làm quan nhưng từ chối không theo Tây Sơn; Gia Long thống nhất đất nước vời ra làm quan đến Hình bộ hữu Tham tri, 2 lần làm Chánh sứ sang Yên Kinh, tham gia soạn bộ Nguyễn triều Hình luật.
- Vũ Chu, đỗ Phó bảng thời Nguyễn(còn gọi là Ất khoa Tiến sĩ), làm quan đến chức Thái Nguyên tỉnh  Bố chính sứ; có nhiều đóng góp cho Khởi nghĩa Bãi Sậy của Nguyễn Thiện Thuật.
- Vũ Văn Ngũ: Trưởng Khoa[22] đầu tiên của Khoa Vi sinh, Bệnh viện Bạch Mai

## Vinh danh
Tên của danh nhân Vũ Miên hiện nay đã được đặt cho một con đường ở Thành phố Đà Nẵng, một con phố ở Thành phố Bắc Ninh (gần Văn Miếu Bắc Ninh), một con phố tại xã Lương Tài (tỉnh Bắc Ninh), một con phố ở phường Yên Phụ (Hà Nội).